# Leszno Zaborowo
Leszno Zaborowo – zlikwidowana stacja kolejowa położona w dzielnicy Leszna – Zaborowie. Uruchomiona została 15 września 1916 roku z chwilą otwarcia linii na trasie z Leszna przez Górę do Krzelowa. Nieistniejący obecnie budynek stacyjny zbudowany był na planie kwadratu z dachem czterospadowym kryty papą (smołą). Znajdowały się tam kasy i niewielka poczekalnia dla podróżnych.
Linia funkcjonowała nieprzerwanie dla przewozów pasażerskich i towarowych do 1919 roku, kiedy to w czasie powstania wielkopolskiego wysadzono most na Kopanicy. W związku z tym linia stała się nieprzejezdna. W 1920 zamknięto całkowicie ruch pasażerski i towarowy, a w 1922 rozebrano linię na odcinku Leszno – Laskowa. Linia zaczynała swój bieg na nieistniejącym już dziś dworcu Leszno Dworzec Mały. Po likwidacji linii i dworca budynek został adaptowany do innych celów. Współcześnie na terenie dawnej stacji kolejowej znajduje się Kompleks Sportowy im. Zdzisława Adamczaka.